# Stanisław Marian Godlewski

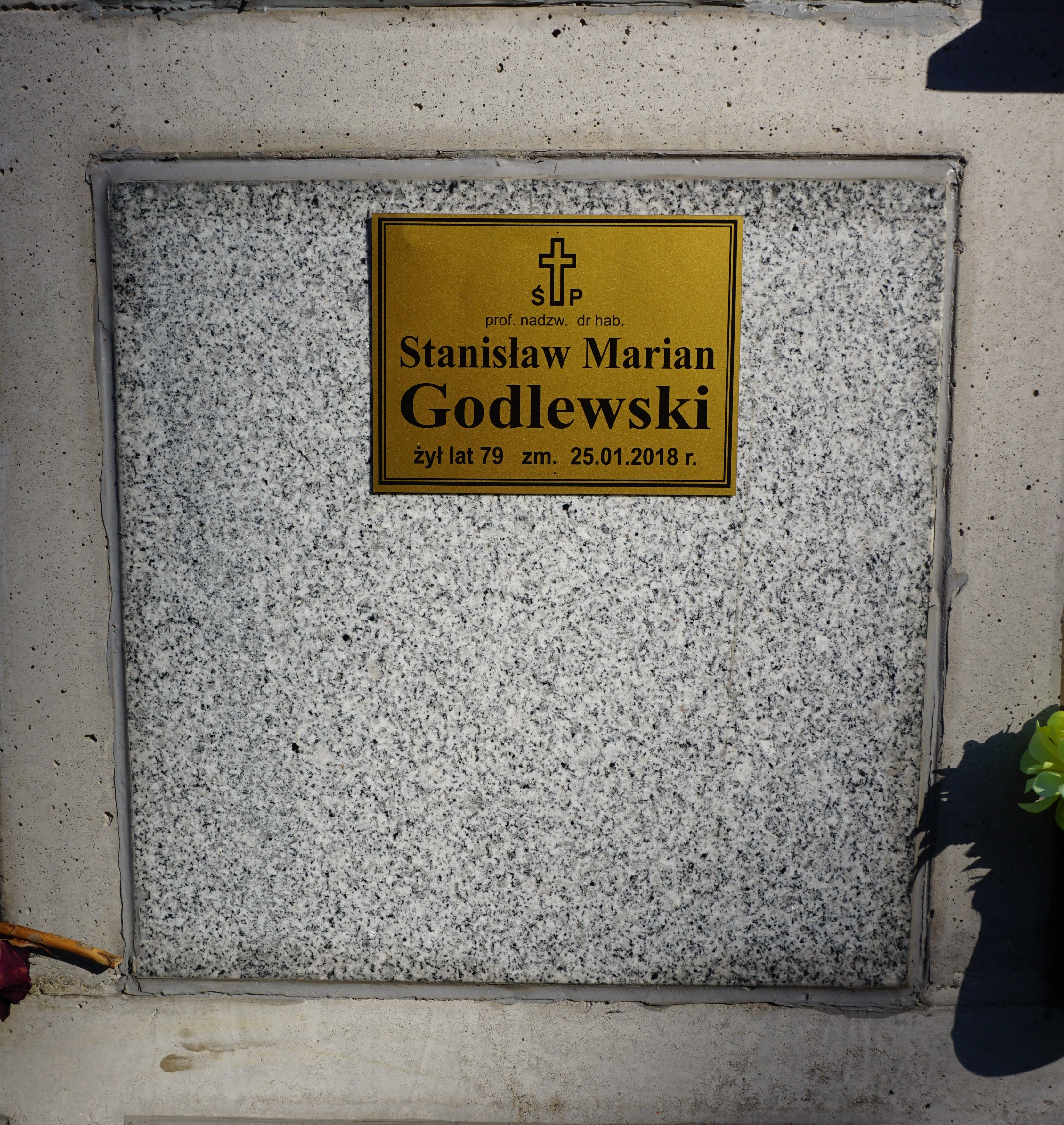
Grób Stanisława Mariana Godlewskiego na cmentarzu komunalnym Północnym

Stanisław Marian Godlewski (ur. 1940, zm. 25 lutego 2018) – polski matematyk, topolog, profesor doktor habilitowany. 

## Życiorys
Obronił pracę doktorską, następnie uzyskał stopień doktora habilitowanego. Otrzymał nominację profesorską. Pracował na stanowisku profesora w Instytucie Matematyki i Fizyki na Wydziale Nauk Ścisłych i Przyrodniczych Uniwersytetu Przyrodniczego i Humanistycznego w Siedlcach.
Zmarł 25 lutego 2018. Został pochowany na cmentarzu komunalnym Północnym w Warszawie (kwatera B-IV-1, rząd 5, grób 24).